# Paul Grosser

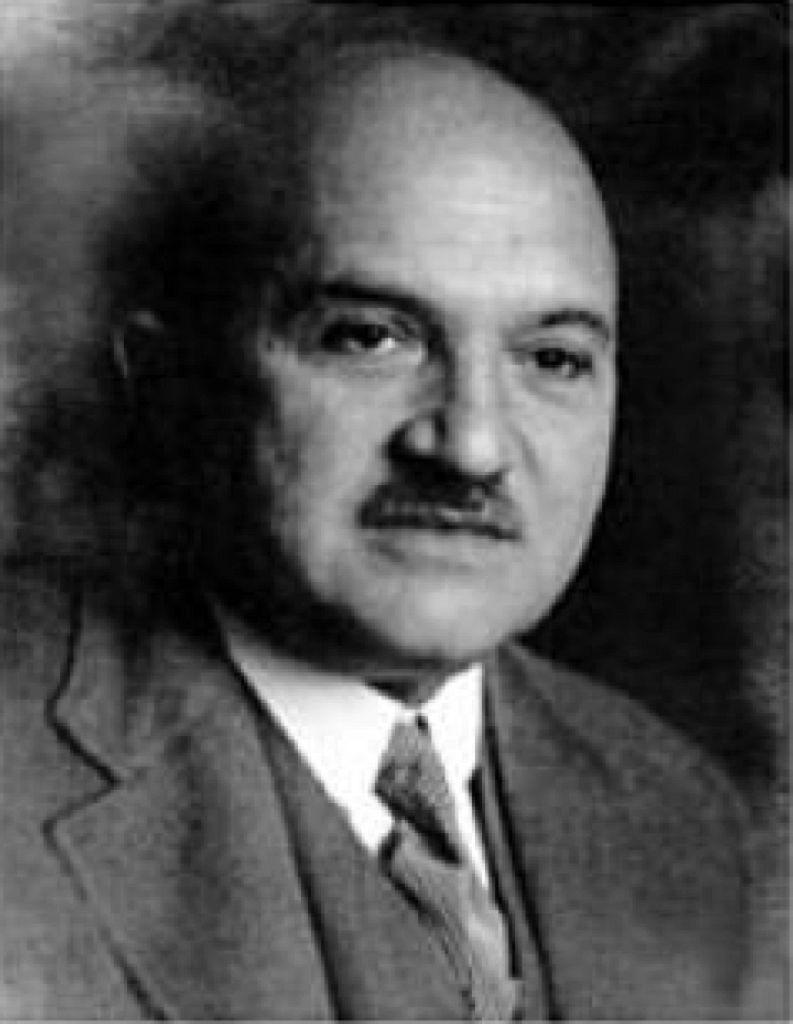
Paul Grosser, um 1930

Paul Grosser (* 4. Februar 1880 in Berlin; † 7. Februar 1934 in Saint-Germain-en-Laye) war ein deutscher Kinderarzt. Er habilitierte sich 1919 als erster Pädiater an der Universität Frankfurt am Main. 1933 von den Nationalsozialisten vertrieben, starb er kurz nach Beginn seines Exils, drei Tage nach Vollendung seines 54. Lebensjahres. Er war der Vater des Politikwissenschaftlers und Publizisten Alfred Grosser.

## Leben
Paul Grosser wurde als Sohn des aus Oberschlesien stammenden Verlagsbuchhändlers Eugen Grosser und seiner aus Straßburg stammenden Frau Cécilie, geborene Blum, in Berlin geboren. Zum Judentum gab es innerhalb der Familie keine tiefe Bindung. Seine Schulzeit schloss er am Askanischen Gymnasium am 17. September 1898 mit der Reifeprüfung ab. Danach nahm er ein Studium der Medizin in Berlin, Freiburg und München auf.
Grosser erhielt am 13. August 1903 in München seine Approbation. Seine an der Universität Leipzig eingereichte Dissertation zum Thema „Ueber den Zusammenhang von Lungentuberkulose und Trauma“ datiert auf den 19. Dezember 1903. Er war mit Lily Emilie Grosser seit 1921 verheiratet.

### Ausbildung
Eine Assistenzarztstelle soll in Erlangen bestanden haben, aufgrund der relativen Nähe zu München möglicherweise unmittelbar nach seiner Approbation, ist jedoch nicht konkret zu belegen.
In den Jahren 1904 bis 1905 assistierte er in der Physikalisch-Chemischen Abteilung des von Rudolf Virchow (1821–1902) maßgeblich geprägten ersten deutschen Pathologischen Instituts der Friedrich-Wilhelms-Universität Berlin bei Johannes Orth (1847–1923) und Ernst Leopold Salkowski (1844–1923).
Von 1905 bis 1907 schloss sich eine Assistenz in der Inneren Abteilung des Städtischen Krankenhauses Am Urban in Berlin bei Albert Plehn (1861–1935) an, kurz bevor dort auch Alfred Döblin als Assistenzarzt tätig wurde.
Eine weitere Assistenzstelle übernahm Grosser von 1907 bis 1908 am Städtischen Waisenhaus in der Alten Jacobstraße 33–35 in Berlin-Kreuzberg bei Heinrich Finkelstein (1865–1942).
Anschließend assistierte er noch an der Universitäts-Kinderklinik der Berliner Charité bei Otto Heubner (1843–1926) und war in Berlin kurzzeitig niedergelassen, bevor er nach Frankfurt am Main wechselte.

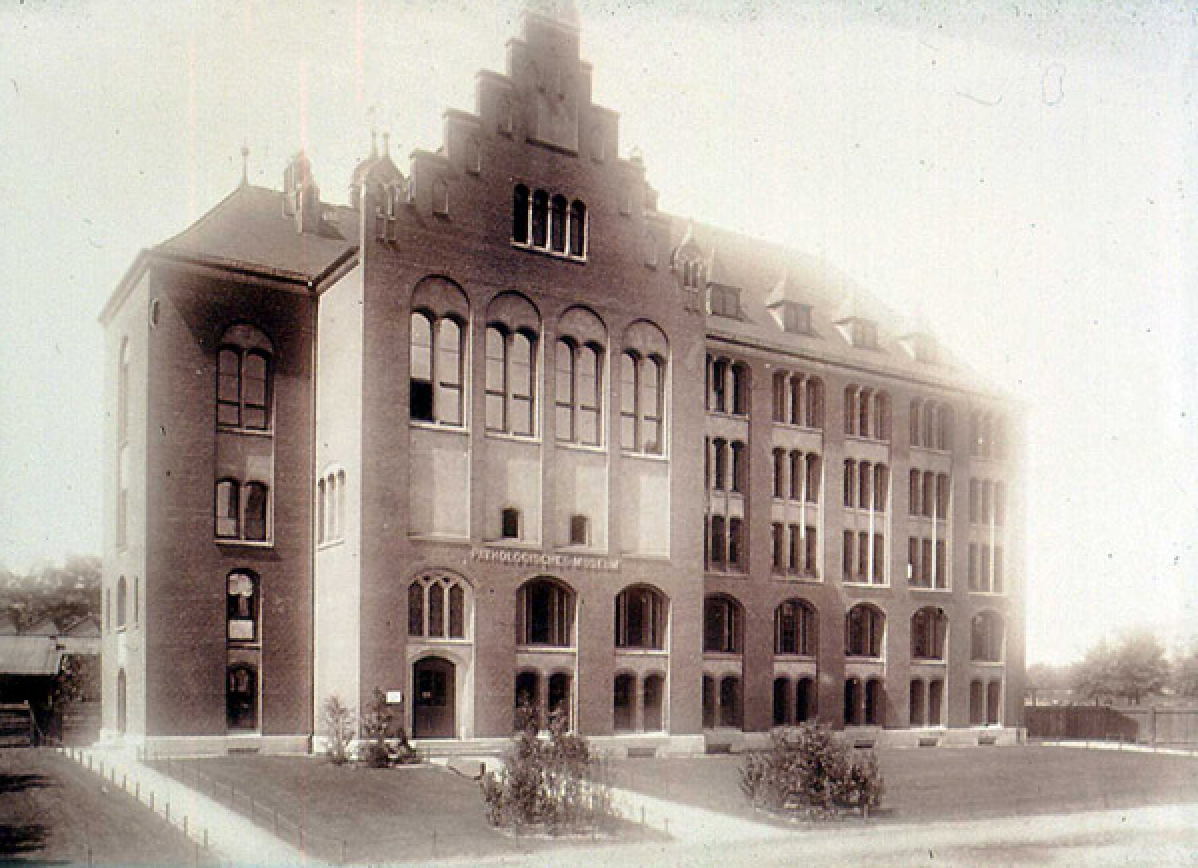
1904–1905: Pathologie Charité
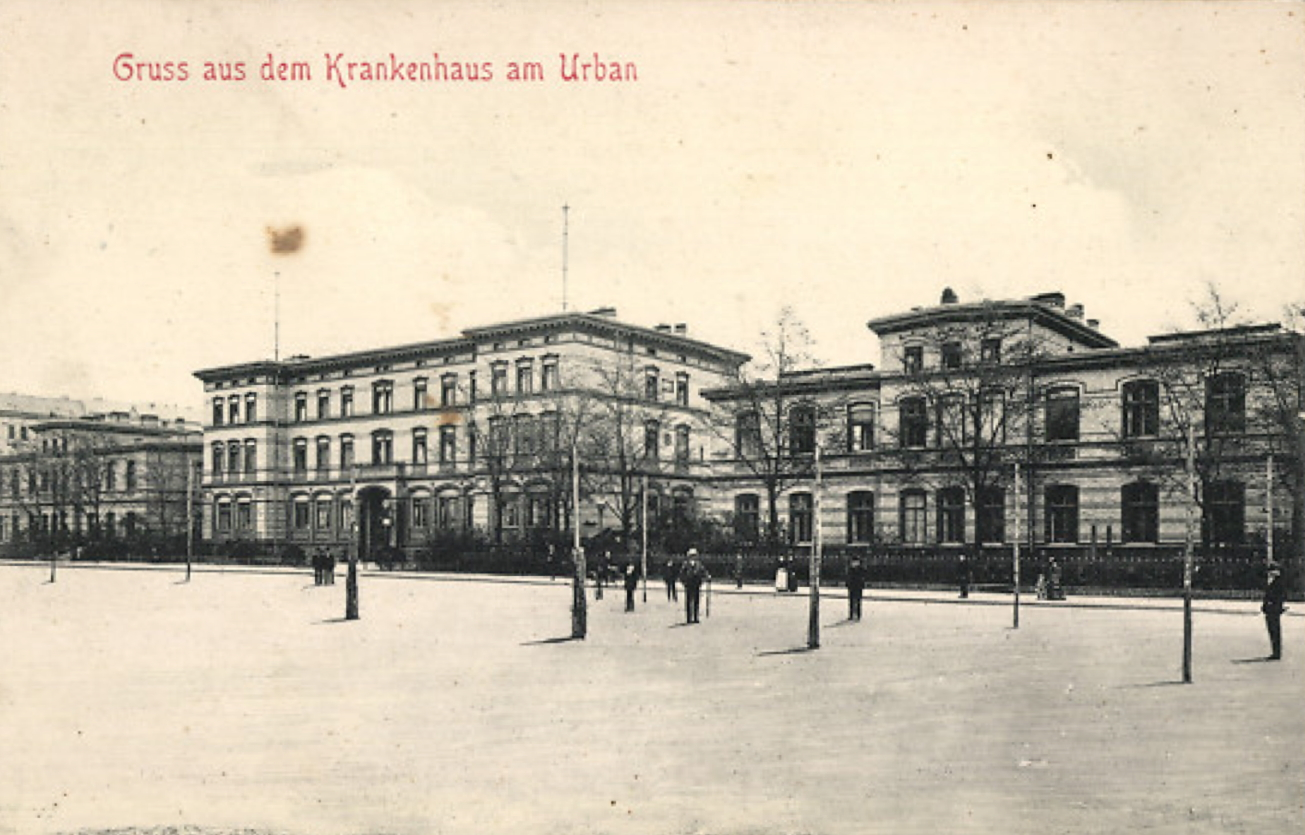
1905–1907: Innere Am Urban
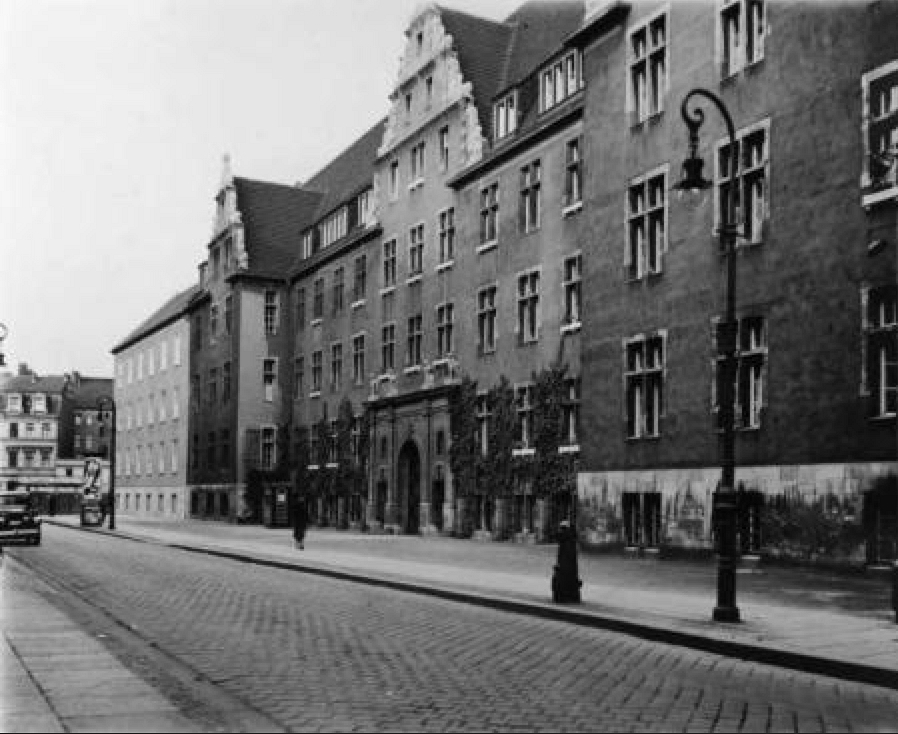
1907–1908: Waisenhaus in Kreuzberg
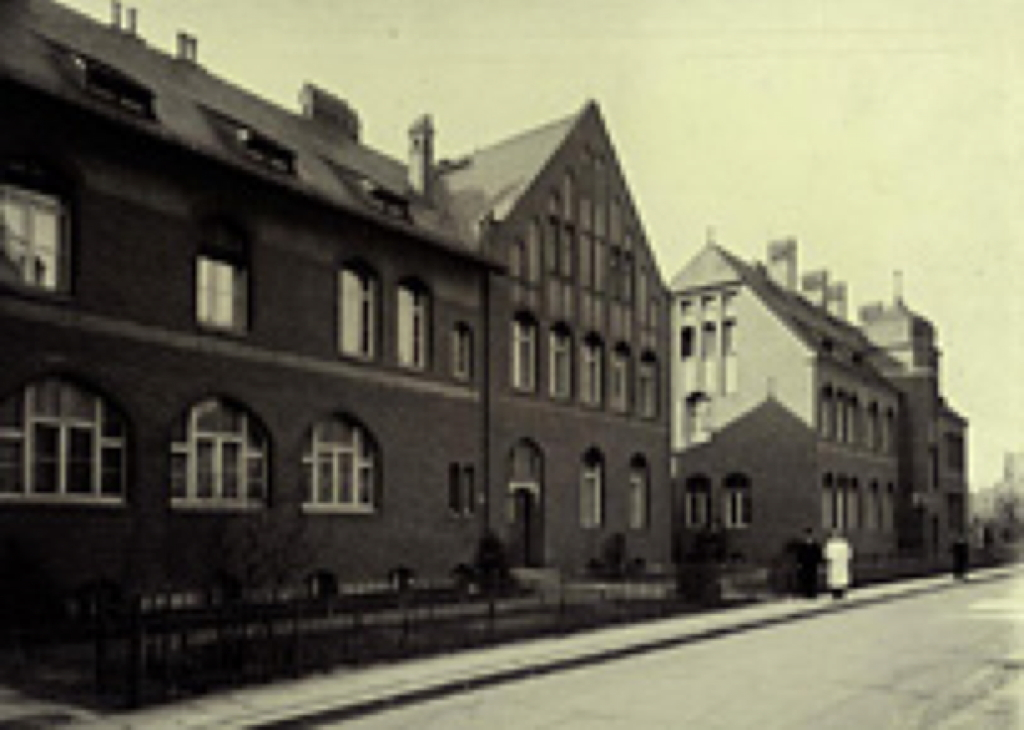
1908: Kinderklinik der Charité

### Niederlassung und Erster Weltkrieg
Von 1908 bis 1911 füllte Grosser die Position eines Oberarztes an der Kinderklinik des Städtischen Krankenhauses, der Vorläuferin der Frankfurter Universitäts-Kinderklinik, bei deren Leiter Heinrich von Mettenheim in Frankfurt-Sachsenhausen aus.
Seine wissenschaftlichen Schwerpunkte setzte er beim Stoffwechsel in der Wachstumsphase, dem Kalkstoffwechsel, der Säuglings- und Kinderfürsorge und der sozialen Pädiatrie. 1908 ließ sich Grosser in Frankfurt auch mit eigener Praxis nieder. Im Ersten Weltkrieg kämpfte der patriotische Grosser durchgängig als Stabsarzt an der Kriegsfront.

### Habilitation

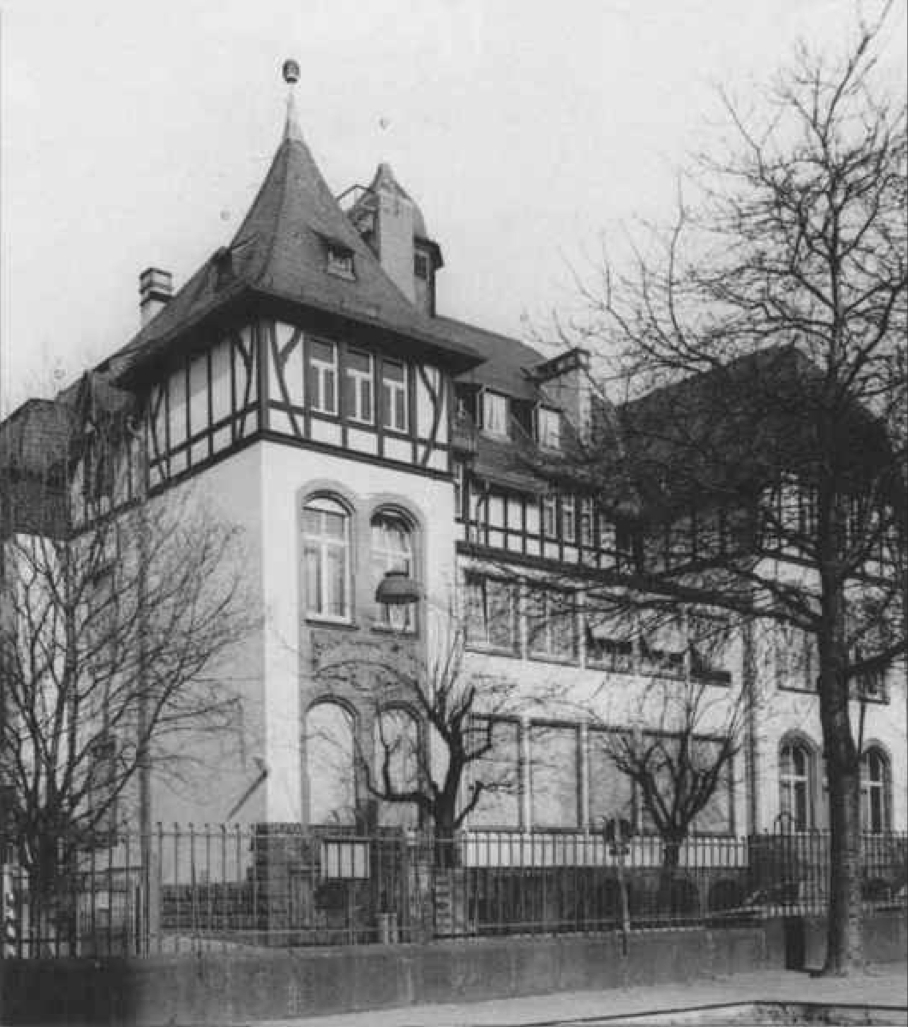
1921–1929: Leitender Arzt des Städtischen Kinderheimes mit Säuglingspflegeschule in der Böttgerstraße 20–22, Frankfurt am Main

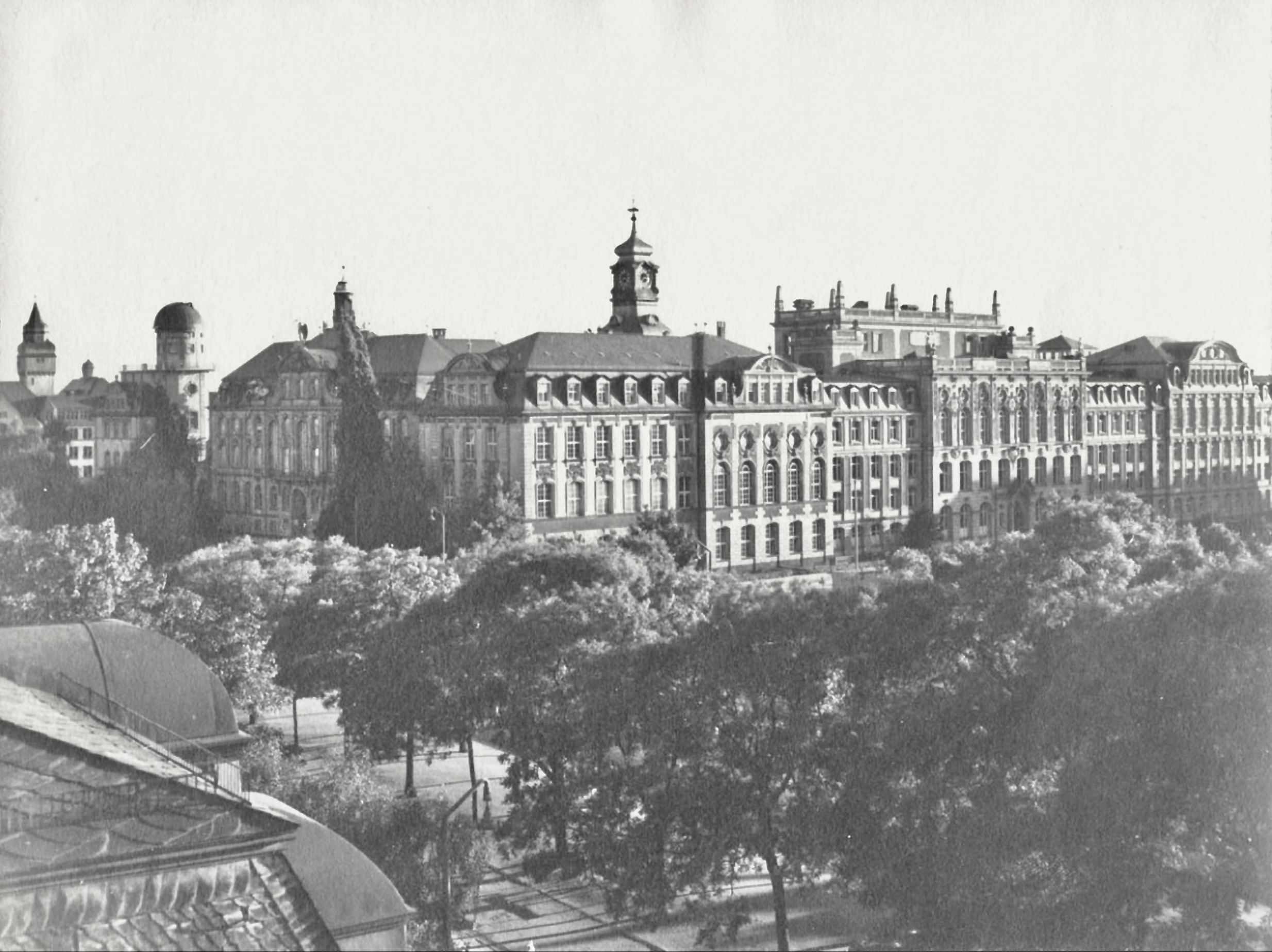
Ab 1923: Außerordentliche Professur für Kinderheilkunde an der Universität Frankfurt

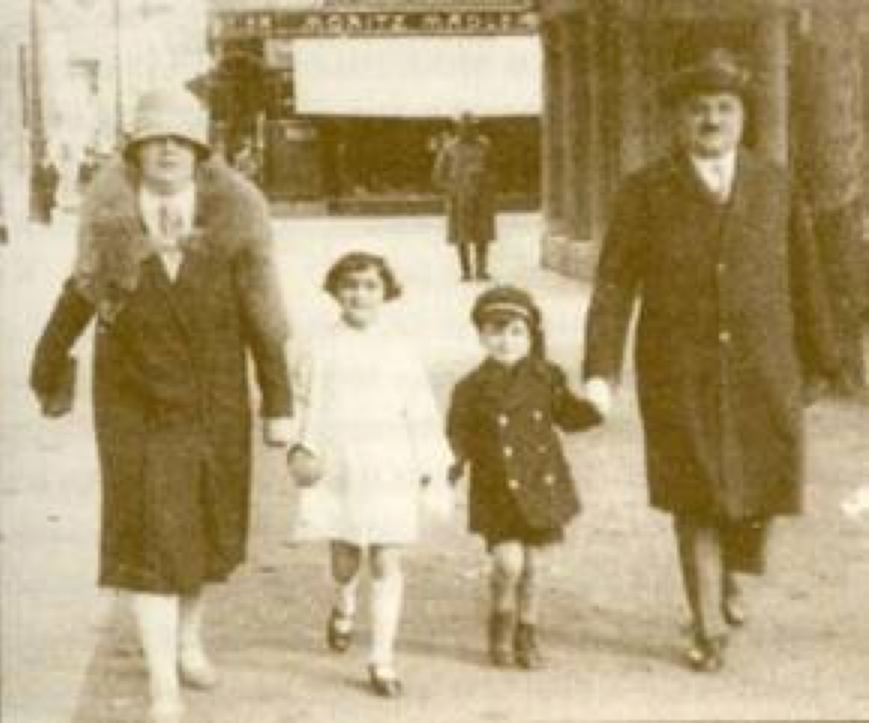
1929/30: Lily, Margarethe, Alfred und Paul Grosser beim Flanieren durch die Neue Mainzer Straße in Frankfurt am Main

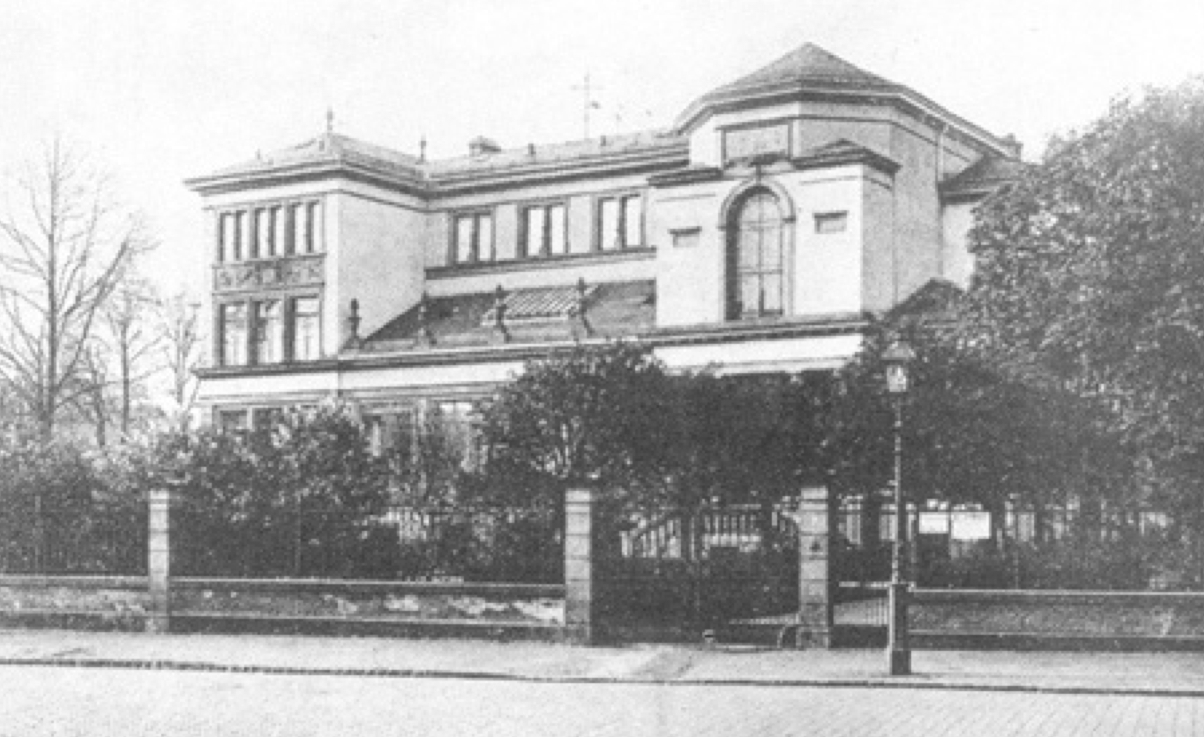
1930–1933: Ärztlicher Direktor des Clementine Kinderhospitals in der Bornheimer Landwehr 110 zu Frankfurt am Main

Nach Kriegsende zurückgekehrt, ließ er sich 1919 erneut als Kinderarzt mit eigener Praxis in Frankfurt am Main nieder und habilitierte sich am 26. Juli 1919 als erster Pädiater an der Frankfurter Universität.
Paul Grosser heiratete am 16. März 1921 die aus einer Frankfurter Familie stammende Lily Emilie Rosenthal (* 2. Juni 1894 in Frankfurt am Main; † 20. September 1968 in Saint-Germain-en-Laye), ebenfalls jüdischer Herkunft. Als Trauzeugen fungierten Karl Josephtal, wohnhaft Bockenheimer Landstraße 126, und Rudolf Oppenheimer, wohnhaft Bockenheimer Anlage 8, beide Frankfurt am Main. Bei Karl Josephtal handelt es sich um einen Privatier, so der 1921 verzeichnete standesamtliche Eintrag, früher Gremiumsmitglied der 1845 gegründeten Versorgungsanstalt für Israeliten Frankfurts.
Von 1921 bis 1929 wurde Grosser Leitender Arzt des seit 1904 bestehenden Städtischen Kinderheimes mit Säuglingspflegeschule in der Böttgerstraße 20–22 in Frankfurts jüdisch geprägtem Stadtteil Ostend – in der Stadt bekannt als „Böttgerheim“. Grossers Assistenzärztin wurde dort Anna Ettlinger (* 28. Mai 1894 in Karlsruhe), die sich im Oktober 1924 als praktische Ärztin in Frankfurt am Main niederließ. Deren neuer Familienname lautete nach späterer Heirat Sondheimer, nach ihrer 1937 erfolgten Auswanderung in die USA und erneuter Heirat Sondheimer-Friedmann. Seine Privatpraxis behielt Grosser bei.
Die Kinderklinik in der Böttgerstraße ging auf die von Auguste und Fritz Gans begründete „Stiftung Kinderheim“ zurück, wurde jedoch 1920 nach finanziellen Schwierigkeiten der Stiftung in der Folge des Ersten Weltkrieges von der Stadt übernommen, als neuer Träger firmierte das 1922 gegründete Stadtgesundheitsamt. Das von der Stiftung 1909 in der angrenzenden Hallgartenstraße als Schwesternwohnheim erworbene Mietshaus verfügte über einen Hinterhof mit Garten, in dem die Isolierstation der Kinderklinik eingerichtet worden war. Die Einrichtung bzw. Besetzung der kinderheilkundlichen Arztstelle Grossers wurde wohl durch eine Stiftung des 1920 verstorbenen Arztes Arnold Baerwald ermöglicht. Dieser war von 1915 bis zu seinem Tod Leiter der gynäkologischen Abteilung des Israelitischen Krankenhauses in der Gagernstraße 36.
Am 13. April 1922 brachte Ehefrau Lily Emilie in Frankfurt am Main das erste Kind des Ehepaares zur Welt, die Tochter Margarethe.
Am 25. Juli 1923 erhielt Paul Grosser die außerordentliche Professur für Kinderheilkunde an der Johann Wolfgang Goethe-Universität Frankfurt am Main.
Am 1. Februar 1925 wurde das zweite Kind des Paares, der Sohn Alfred, in Frankfurt am Main geboren.
Von 1930 bis Mai 1933 übernahm Grosser die ärztliche Leitung des Clementine Kinderhospitals in Frankfurt am Main, eine Schaffensphase, die im Rückblick wegen des von ihm maßgeblich betriebenen Ausbaus zu einer modernen Kinderklinik als Blütezeit des Clementine Kinderhospitals bezeichnet wird.
Am 1. April 1933 begann der Judenboykott der Nazis, uniformierte SA-Angehörige postierten sich mit entsprechenden Schildern auch vor dem Clementine-Kinderhospital in Frankfurts Stadtteil Bornheim und vor Paul Grossers Privatpraxis in der Mendelssohnstraße 92 in Frankfurts großbürgerlichem Stadtteil Westend.
Noch im gleichen Monat erfolgte der Ausschluss jüdischer Ärzte von der Privatliquidation, am 29. April 1933 sprach die Medizinische Fakultät durch ihren als moderat geltenden Dekan Franz Volhard, wie Paul Grosser Freimaurer, ein Lehrverbot aus: „in Anbetracht der gegenwärtigen Einstellung der Studentenschaft...“. Im Sommer 1933 wurde Paul Grosser als Klinikdirektor entlassen, für ihn selbst ein sehr harter Einschnitt in eine geliebte Tätigkeit.
Sein achtjähriger Sohn Alfred wurde von „arischen“ Mitschülern innerhalb der Wöhlerschule in der Lessingstraße derart heftig verprügelt, dass eine Krankenhausbehandlung erforderlich wurde.

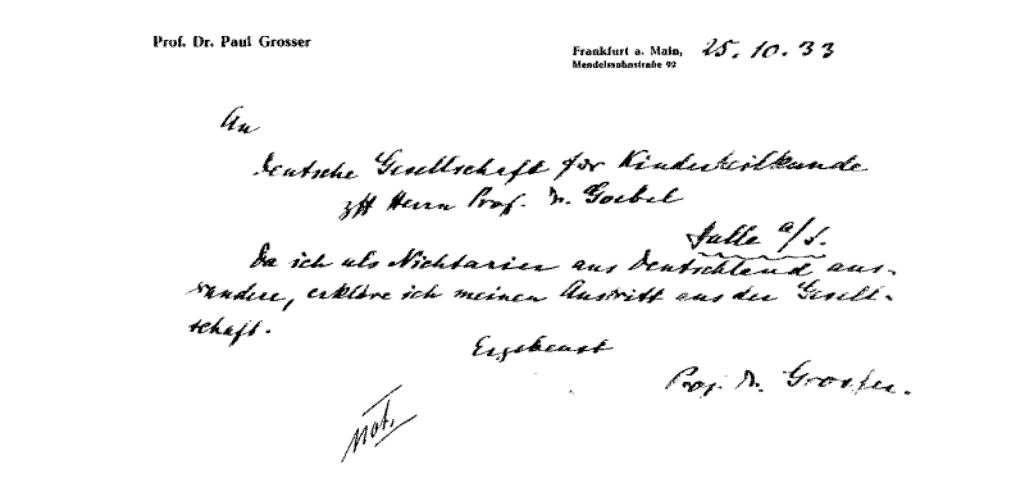
Handschriftliche Kündigung der DGfK-Mitgliedschaft durch Paul Grosser am 25. Oktober 1933

Schließlich wurde Grosser auch aus den Reihen seiner ehemaligen Kriegskameraden, den Trägern des Eisernen Kreuzes 1. Klasse, ausgeschlossen. Während viele andere jüdische Ärzte das Deutsche Reich 1933 bis 1945 in Richtung USA verließen, fokussierten seine eigenen Überlegungen schon bald auf eine Auswanderung ins benachbarte Frankreich, da er die französische Sprache im Gegensatz zur englischen beherrschte.

„Mein Vater hatte den Krieg 1914/18 mitgemacht als Stabsarzt an der Front. Vier Jahre lang. Und plötzlich sollte er nun kein Deutscher mehr sein, sondern nur noch – wenn ich so sagen darf – Jude. Das gab den Ausschlag zur Emigration.“

Der Sommerurlaub mit seiner Familie führte nach Paris und in die Champagne, eine Sondierung. Am 25. Oktober 1933 erklärte Grosser seinen Austritt aus der Deutschen Gesellschaft für Kinderheilkunde (DGfK) mit der Begründung: „Da ich als Nichtarier aus Deutschland auswandere, erkläre ich meinen Austritt aus der Gesellschaft.“

### Emigration
Am 16. Dezember 1933 emigrierte Paul Grosser mit seiner Familie auf dem Schienenweg über die Schweiz nach Frankreich.
Therese Heck, nicht-jüdische Sprechstundenhilfe und Röntgenassistentin, löste in Frankfurt am Main Grossers Privatwohnung und Praxis in der Mendelssohnstraße 92 auf und folgte im Januar 1934 ins Exil.
In Saint-Germain-en-Laye plante Paul Grosser den Aufbau eines Kindersanatoriums. Dafür hatte er bereits alle Vorbereitungen getroffen, ein geeignetes Haus mit parkähnlichem Garten erworben und in dem französischen Ärzte-Ehepaar Hubert und Suzanne Canale bereitwillige Verantwortliche gefunden. Da Grossers deutsche Approbation in Frankreich nicht anerkannt wurde, hätte er dort die Voraussetzungen für das französische Äquivalent erneut erwerben müssen, im sechsten Lebensjahrzehnt trotz vorhandener Sprachkenntnisse ein (zu) langwierig scheinendes Unterfangen.
Noch während der Eingewöhnungsphase in das neue Umfeld, nur sieben Wochen nach der Emigration, erlitt Paul Grosser am 7. Februar 1934 einen Herzinfarkt, an dem er 54-jährig verstarb.

„Am 7. Februar starb in Paris der bekannte Frankfurter Kinderarzt Prof. Dr. med. Paul Grosser. Er war 1880 in Berlin geboren. In Frankfurt entfaltete er schon viele Jahre vor dem Kriege eine segensreiche Tätigkeit als Oberarzt der späteren Universitäts-Kinderklinik, Im Jahre 1919 wurde er Privatdozent an der Frankfurter Universität. Er hatte vorher während der ganzen Dauer des Weltkrieges als Kriegsteilnehmer im Felde gestanden und das E.K.I. erworben. In den folgenden Jahren war er einer der erfolgreichsten Kinderärzte Frankfurts. Seine wissenschaftliche Bedeutung beruht im wesentlichen auf seinen Arbeiten über den Kalkstoffwechsel im Kindesalter. Seine organisatorischen Fähigkeiten waren gross, seine menschlichen Eigenschaften haben ihm ungewöhnliches Vertrauen unter den Ärzten und der übrigen Bevölkerung der Stadt verschafft.“

Ehefrau Lily führte das Haus nach dem frühen und unerwarteten Tod ihres Mannes als reines Kinderheim ohne den ursprünglich geplanten medizinischen Kontext weiter. Am 1. Oktober 1937 erhielt sie zusammen mit ihren beiden Kindern die französische Staatsbürgerschaft.
1940 flohen ihre Kinder Margarethe (18) und Alfred (15) nach dem Einmarsch der Wehrmacht per Fahrrad in das unbesetzte Frankreich. Durch eine auf der Flucht zugezogene Verletzung erlitt Tochter Margarethe eine Sepsis, an der sie am 29. April 1941 neunzehnjährig verstarb.
Die Sprechstundenhilfe Therese Heck kam als „unerwünschte“ bzw. „feindliche“ Deutsche in die französischen Internierungslager Les Mesnuls (Département Yvelines, Île-de-France) und Gurs.
Am 21. September 1942 wurden Paul Grossers Schwester Ida Landsberger (* 1. Oktober 1881) und sein Schwager Kurt (* 15. Juli 1878), ebenfalls Arzt, von Berlin aus in das KZ Theresienstadt deportiert. Von dort wurden sie am 28. Oktober 1944 nach Auschwitz verbracht und ermordet.
Seine Witwe Lily und sein Sohn Alfred überlebten die Shoa in getrennten Verstecken. Lily Grosser wurde ab 1948 Sekretärin des Comité français d’échanges avec l’Allemagne nouvelle, Sohn Alfred trat als Politikwissenschaftler und Professor am Institut d’études politiques de Paris (IEP) ebenfalls aktiv für eine Versöhnung mit Deutschland ein.

## Engagements
- SPD – Seinem Sohn Alfred zufolge sympathisierte Paul Grosser mit den Sozialdemokraten sowie der linksliberalen DDP/DStP und wählte deren Vertreter zumindest während der Zeit der Weimarer Republik.[3] Eine Parteimitgliedschaft kann aufgrund nicht mehr vorhandener Mitgliedsunterlagen aus dieser Zeit nicht belegt werden.[29]
- Freimaurerei – In Berlin war Paul Grosser Mitglied der 1892 gegründeten Freimaurerloge Victoria. Diese war eine Tochterloge der Großen Freimaurerloge von Preußen, genannt Kaiser Friedrich zur Bundestreue, und als erste Loge in Preußen auch Männern jüdischen Glaubens zugänglich.[30] Per 19. Januar 1911 affilierte Paul Grosser zur Loge Zur aufgehenden Morgenroete in Frankfurt am Main, der Loge von Ludwig Börne.[31][32][33]
- DGfK – Die Mitgliedschaft in der Deutschen Gesellschaft für Kinderheilkunde wurde von ihm wegen seines Status als „Nicht-Arier“ und seiner bevorstehenden Emigration am 25. Oktober 1933 gekündigt.[34]

## Ehrungen
- Eisernes Kreuz 2. Klasse (1914)
- Eisernes Kreuz 1. Klasse (14. März 1918)[35]
- Bronze-Gedenktafel auf dem Areal des Clementine Kinderhospitals in Frankfurt am Main (1998)[36]

## Werke
- Ueber den Zusammenhang von Lungentuberkulose und Trauma. L. Simion Nachfahren, Berlin 1903.
- Ueber das Verhalten von zugeführtem Indol und Skatol im Organismus. In: Hoppe-Seyler’s Zeitschrift für Physiologische Chemie. 44, Trübner. Straßburg 1905, S. 320–334.
- Untersuchungen über den Magensaft der Wiederkäuer. In: Zentralblatt für Physiologie. 19. 1905.
- mit Carl Neuberg: Eine neue schwefelhaltige Substanz aus dem Hundeharn. In: Zentralblatt für Physiologie. 19, 1905.
- Ueber das Verhalten des Chinins im Organismus. In: Biochemische Zeitschrift. 8. 1908, S. 98–117.
- Die Untersuchung des Harns in der Praxis. In: Deutsche Medizinal-Zeitung. 24. 1908.
- Ueber eine durch colloidale Ausflockung gewonnene Milchmolke. In: Berliner Klinische Wochenschrift. 13. 1909.
- Die Rolle des Eiweiss in der Säuglingsernährung. In: Münchener Medizinische Wochenschrift. 39. Lehmann, München 1909.
- Ueber die Behandlung von ernährungsgestörten Säuglingen mit zuckerfreier Kost : vorläufige Mitteilung. In: Münchener Medizinische Wochenschrift. 40. Lehmann, München 1910.
- mit Hans Kern: Die Bedeutung der Cammidge-Reaktion bei Kindern. In: Monatsschrift für Kinderheilkunde. 9. 1910.
- Untersuchungen über den Eiweißstoffwechsel beim Kinde. In: Biochemische Zeitschrift. 24. Springer, Berlin 1910, S. 346–353.
- mit Richard Betke: Mors subita infantum und Epithelkörperchen. In: Münchener Medizinische Wochenschrift. 40. Lehmann, München 1910.
- Epithelkörperchen-Untersuchungen bei Kindern. In: Verhandlungen der Versammlung der ... Gesellschaft für Kinderheilkunde. 27. Bergmann, Wiesbaden 1910, S. 140–149.
- Beitrag zur Bewertung des Albumingehaltes der Frauenmilch. In: Jahrbuch für Kinderheilkunde und physische Erziehung. 73. Karger Medizin. Verl., Berlin 1911, S. 101–107.
- mit Richard Betke: Epithelkörperchen-Untersuchungen mit besonderer Berücksichtigung der Tetania infantum. In: Zeitschrift für Kinderheilkunde. 1. Springer, Berlin 1911, S. 458–486.
- mit Richard Hadlich: Ueber den Aminosäurengehalt des Kinder- und Säuglingsharnes. In: Jahrbuch für Kinderheilkunde und physische Erziehung. 73. Karger Medizinischer Verlag, Berlin 1911, S. 421–429.
- mit Paul Jungmann: Infektiöse Myelozytose: ein Beitrag zur Frage der myeloischen Blutbildung. In: Jahrbuch für Kinderheilkunde und physische Erziehung. 73. Karger, Berlin 1911, S. 586–600.
- Spasmophile Diathese: Sammelreferat über die Literatur des letzten Jahres. In: Jahrbuch für Kinderheilkunde und physische Erziehung. 73. Karger, Berlin 1911, S. 630–639.
- Erfahrungen mit Eiweißmilch. In: Arbeiten zum zehnjährigen Bestehen des Kinderasyls der Stadt Berlin. Springer, Berlin 1911, S. 66–77.
- mit Alfred Dessauer: Ueber die diagnostische Bedeutung fühlbarer Kubitaldrüsen bei Kindern. In: Münchener Medizinische Wochenschrift. 21. Lehmann, München 1911.
- Normale und pathologische Anatomie der Epithelkörperchen. In: Zeitschrift für Kinderheilkunde. 1. Springer, Berlin 1911, S. 241–246.
- Ueber das Verhalten parenteral eingeführter Kalksalze im jugendlichen Organismus. In: Verhandlungen der Versammlung der ... Gesellschaft für Kinderheilkunde. 28. Bergmann, Wiesbaden 1911, S. 171–176, Taf. XIII-XIV
- mit Joseph Husler: Ueber das Vorkommen einer Glycerophosphotase in tierischen Organen. In: Biochemische Zeitschrift. 39. Springer, Berlin 1912.
- Zur Pathologie des Morbus Banti. In: Münchener Medizinische Wochenschrift. 2. Lehmann, München 1913
- Ueber den Einfluß des Kochens auf das physikalisch-chemische Verhalten von Frauenmilch, Kuhmilch und Buttermilch. In: Biochemische Zeitschrift. 48. Springer, Berlin 1913, S. 427–431.
- Organische und anorganische Phosphate im Stoffwechsel. In: Ergebnisse der inneren Medizin und Kinderheilkunde. 11. Springer, Berlin 1913, S. 119–166.
- Wärme- und Kälteschutz, Kleidung und Körperpflege. In: Die Gesundheitspflege des Kindes. Enke, Stuttgart 1914, S. 204–231.
- mit Paul Selter: Fürsorge für kranke Kinder. In: Die Gesundheitspflege des Kindes. Walter Kruse (Hrsg.). Enke, Stuttgart 1914, S. 662–722.
- Stoffwechselprobleme der Rachitis. In: Medizinische Klinik. 14. Urban & Schwarzenberg, Berlin 1914 (online).
- mit H. Vogt: Die Nervenkrankheiten der Kinder. In: Handbuch der Therapie der Nervenkrankheiten. Fischer, Jena 1916, S. 1069–1096.
- Stoffwechseluntersuchungen an Rachitikern. (Habilitationsschrift). In: Zeitschrift für Kinderheilkunde. 25. Springer, Berlin 1920, S. 141–211.
- Die Diagnostik der Kindertuberkulose. In: Deutsche Medizinische Wochenschrift. 14/15. Thieme, Leipzig 1920.
- Physikalische Therapie im Kindesalter. In: Fortschritte der Medizin. 22/23. Pusch, Berlin 1920
- Geschlecht und Krankheit. In: Monatsschrift für Kinderheilkunde. 22. Vogel, Leipzig 1921
- Zur Bewertung der Gruber-Widal'schen Reaktion im Säuglingsalter. In: Klinische Wochenschrift. 1. Springer, Berlin 1922.
- mit Klaus Keilmann: Zur Blutplättchenfrage im Säuglingsalter. In: Monatsschrift für Kinderheilkunde. 23. Vogel, Leipzig 1922, S. 383–391.
- mit Klaus Keilmann: Circumscripte Fettsklerose im Säuglingsalter (die sogenannte Sklerodermie). In: Zeitschrift für Kinderheilkunde. 33. Springer, Berlin 1922, S. 298–307.
- Körperliche Geschlechtsunterschiede im Kindesalter. In: Ergebnisse der inneren Medizin und Kinderheilkunde. 22. Springer, Berlin 1922, S. 211–244.
- mit Klaus Keilmann: Zur Bewertung diagnostischer Hautreaktionen bei Säuglingen. In: Klinische Wochenschrift. 1. Springer, Berlin 1922, S. 2326–2328.
- Die Aufzucht schwächlicher Säuglinge. In: Medizinische Klinik. 15. Urban & Schwarzenberg, Berlin 1923 (online).
- mit Elisabeth Hoeckle: Erfahrungen mit kalorienreicher Säuglingsernährung. In: Archiv für Kinderheilkunde. 74. Enke, Stuttgart 1923, S. 30–37.
- La transfusión de sangre en pediatría. In: La medicina germano-hispano-americana. 12. Thieme, Leipzig 1926, S. 873–877.
- mit Siegfried Levy: Skabies (Sarcoptes minor)-Endemie in einem Säuglingsheim. In: Deutsche Medizinische Wochenschrift. 4. Thieme, Leipzig 1926.
- mit Siegfried Levy: Infekt und Ernährung. In: Zeitschrift für Kinderheilkunde. 41. Springer, Berlin 1926, S. 279–286.
- Die Praxis der Frauenmilchernährung. In: Deutsche Medizinische Wochenschrift. 23. Thieme, Leipzig 1926.
- mit A. Löwenthal: Klinisches und Experimentelles über das Blutbild im Säuglingsalter. In: Deutsche Medizinische Wochenschrift. 5. Thieme, Leipzig 1927.
- mit A. Löwenthal: Hautkapillaren (derzeit nicht zu belegen)
- mit Siegfried Levy: Beitrag zu dem Problem der Unehelichen-Sterblichkeit. In: Zeitschrift für Kinderheilkunde. 45. Springer, Berlin 1928, S. 675–685.
- Der Gesamtstoffwechsel im Wachstum. In: Handbuch der normalen und pathologischen Physiologie. Springer, Berlin 1928, S. 167–198.
- Ruhrepidemie durch Bazillus Kruse-Sonne. In: Deutsche Medizinische Wochenschrift. 34. Thieme, Leipzig 1929.
- Therapeutische Kasuistik: profuse Zahnblutung eines 9jährigen Mädchens mit Thrombopenie durch Nateina gestillt. In: Fortschritte der Therapie. 6. Leipzig 1930, S. 541.
- Die Pylorusstenose der Säuglinge. In: Ärztlicher Praktiker. 1. 1930.
- Die Behandlung der Kreislaufschwäche bei Infektionskrankheiten. In: Zeitschrift für ärztliche Fortbildung. 28. Jena 1931, S. 51–52.
- Über Chinintherapie im Kindesalter. In: Therapie der Gegenwart. 34. Urban & Schwarzenberg, Berlin 1932.